# Телесный цвет

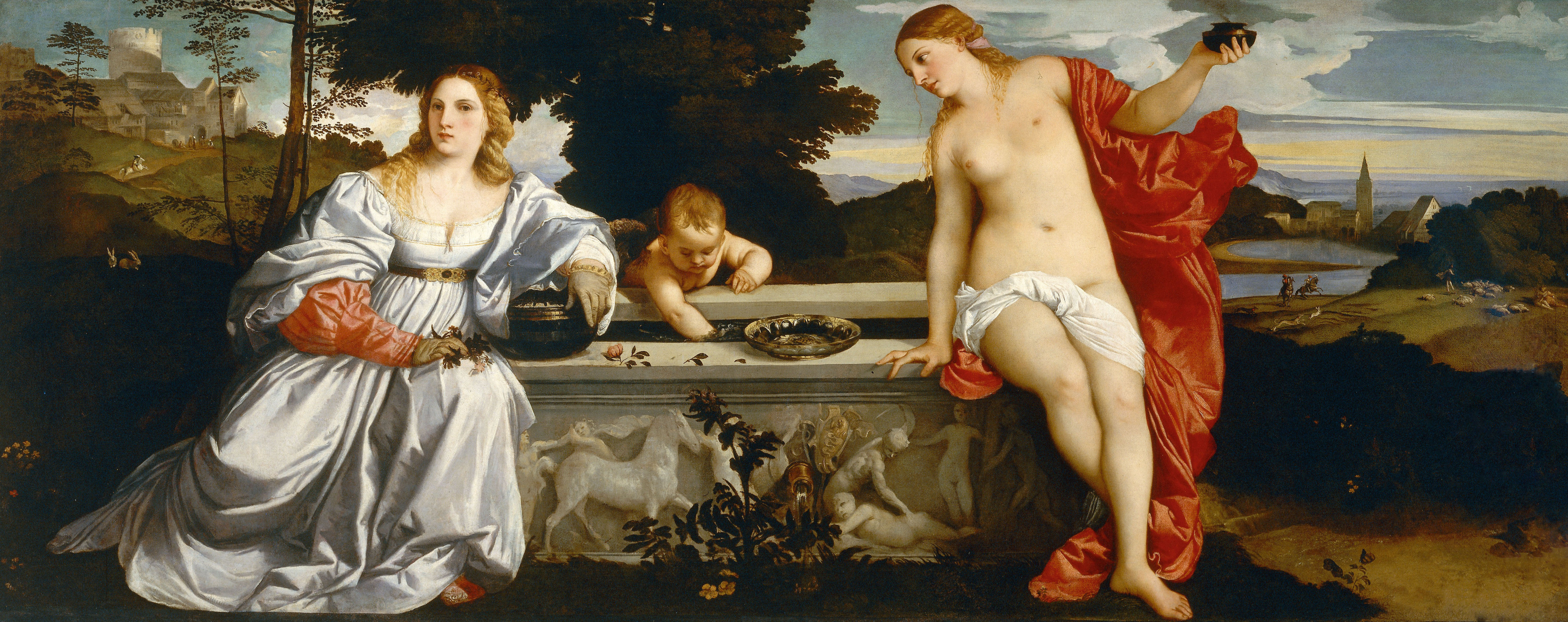
Тело человека на картине Тициана «Любовь земная и Любовь небесная» (1514 год)

Теле́сный цветово́й тон — группа оттенков кожного покрова человека и их наименование, используемых в описании фото-реалистичных и художественных изображений. В зависимости от расы и изображённого (изображаемого) субъекта со своими особенностями описываемых кожных поверхностей тела человека, гамма цветов может варьировать от бледно-розового и почти белого до тёмно-коричневого и почти чёрного — с промежуточными оттенками бежевого. В геральдике и иконографии для описания кожи, лиц или обнажённого тела человека, используется синонимичный термин — карнация (от фр. carnation — телесный цвет).

## Особенности
Гаммы телесных оттенков относятся к неспектральной группе цветов и являются особо сложным процессом точной передачи при воспроизведении тона в окрасе кожного покрова человека в живописи и/или полиграфии. Получение необходимого оттенка в художественном творчестве осуществляется смешением красной, жёлтой, голубой и белой красок. Дионисий Фурноаграфиот в руководстве по иконографии «Ерминия» пишет, что для получения телесного цвета необходимо взять белила, охры и киновари — растворённую в значительном количестве воды и высушенную затем взвесь.
В промышленном производстве современных синтетических волокон и трикотажных тканей в телесный цвет окрашивается капрон и/или нейлон, используемый для производства женских чулок, трико и колготок.

## Примеры телесного цвета

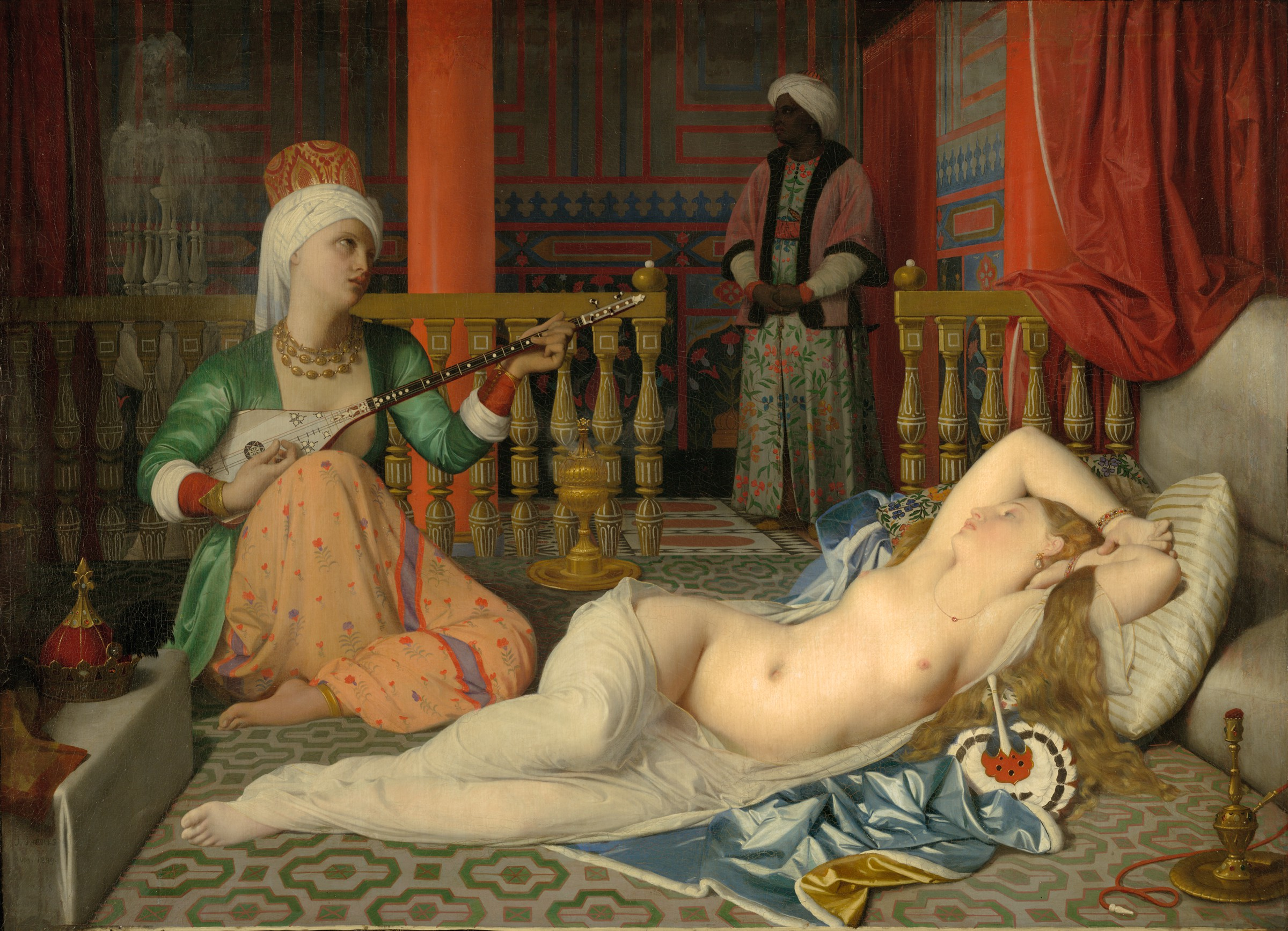
Одалиска с рабом (1842)
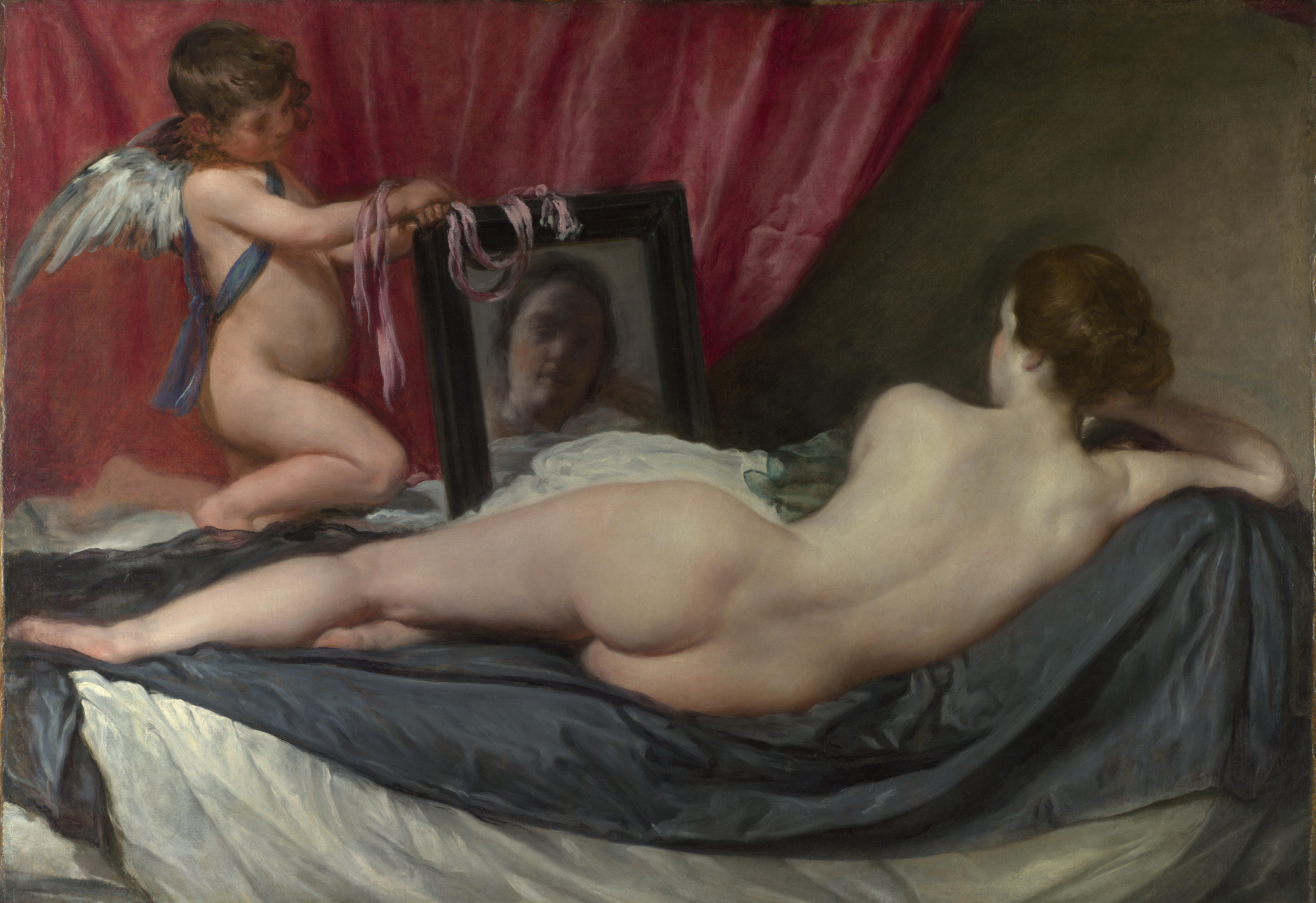
Венера перед зеркалом (Диего Веласкес  1599-1660 г.ж.)
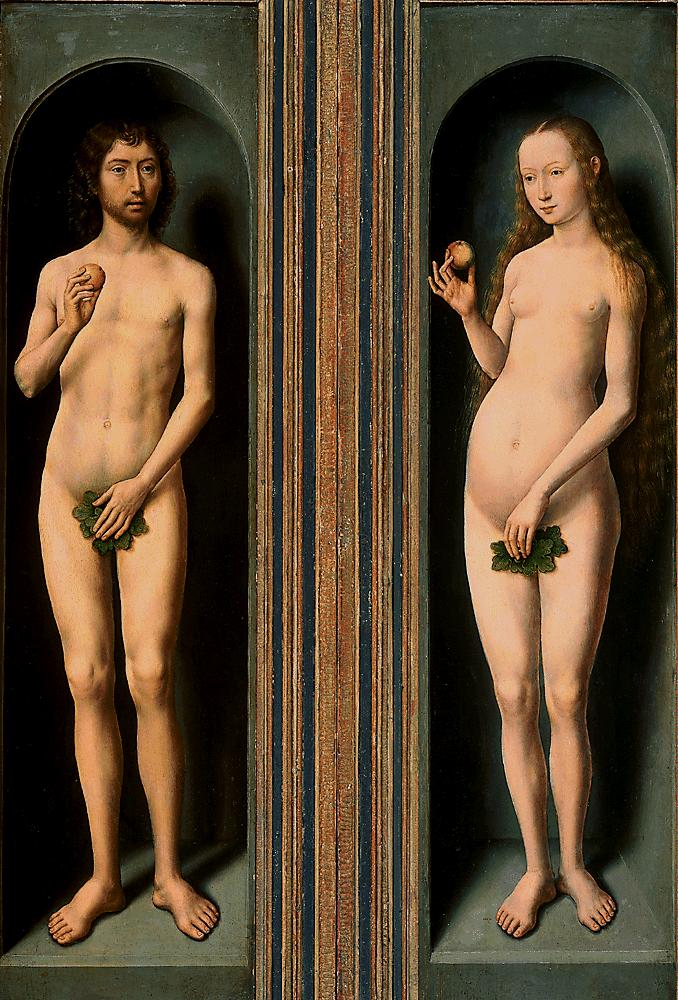
Адам и Ева (Ханс Мемлинг около 1433–1494 г.ж.)
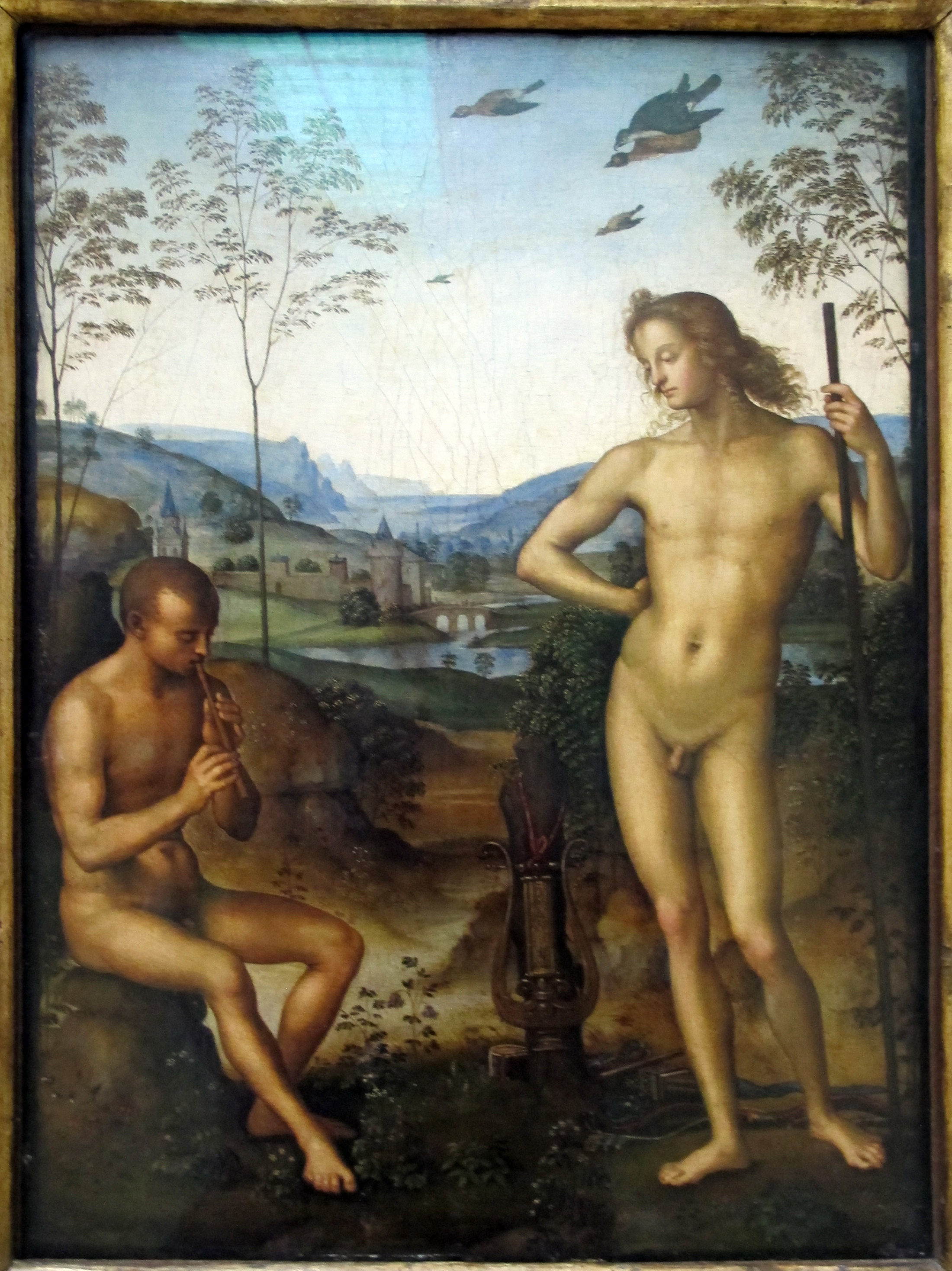
Аполлон и Марсий (Пьетро Перуджино 1448-1523 г.ж.)
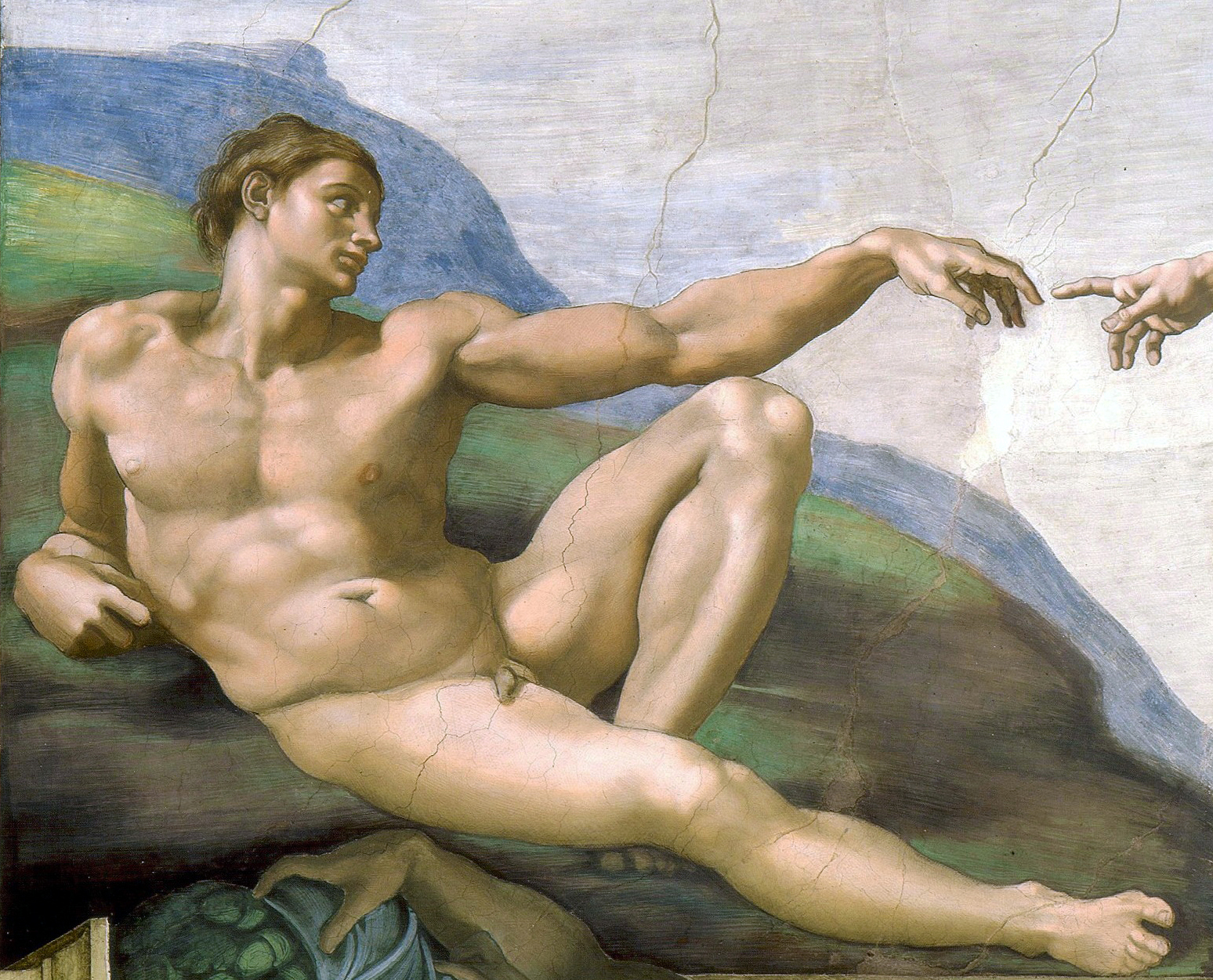
Фреска Микеланджело (1475-1564 г.ж.)
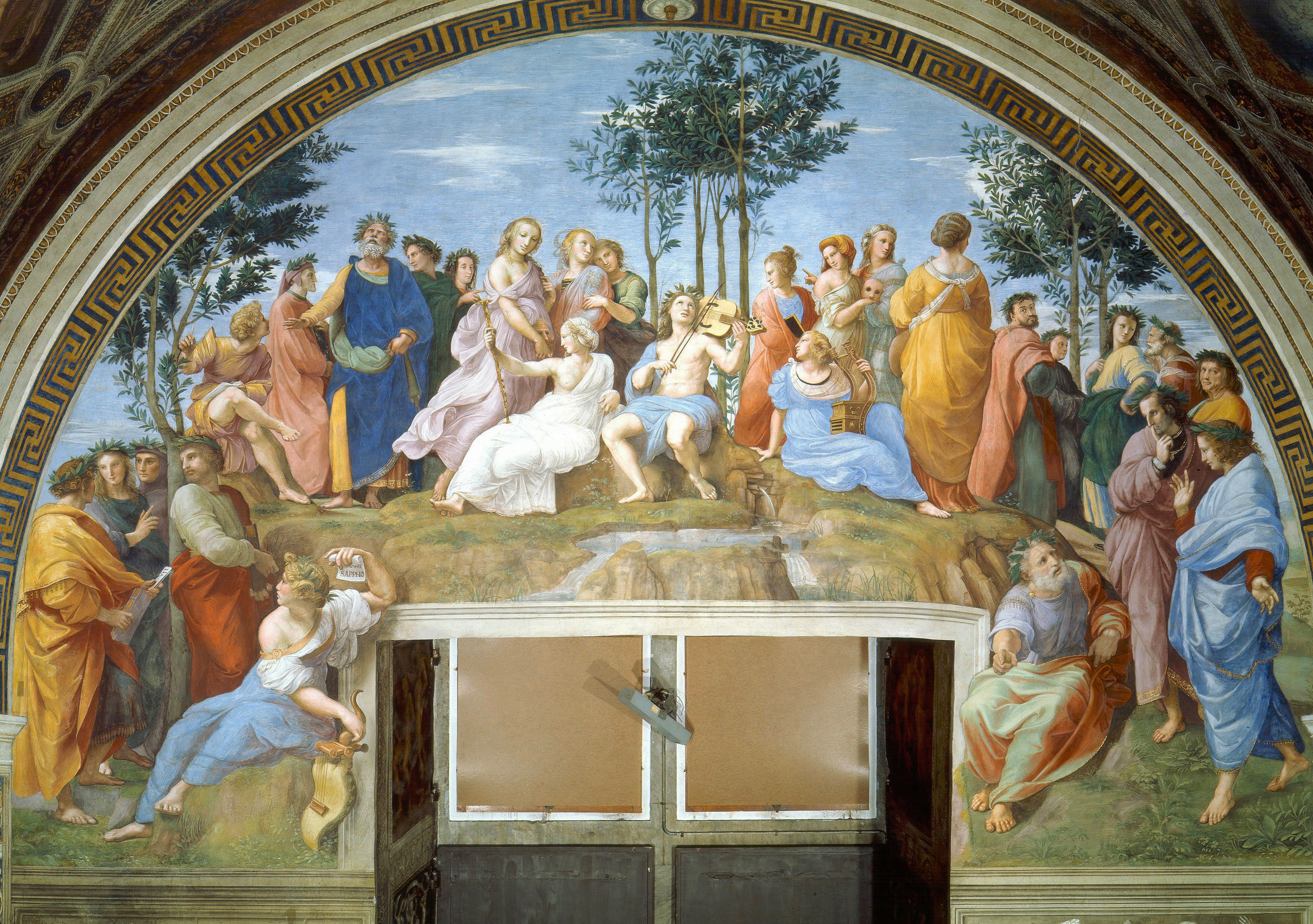
Парнас (Рафаэль (1483-1520 г.ж.)
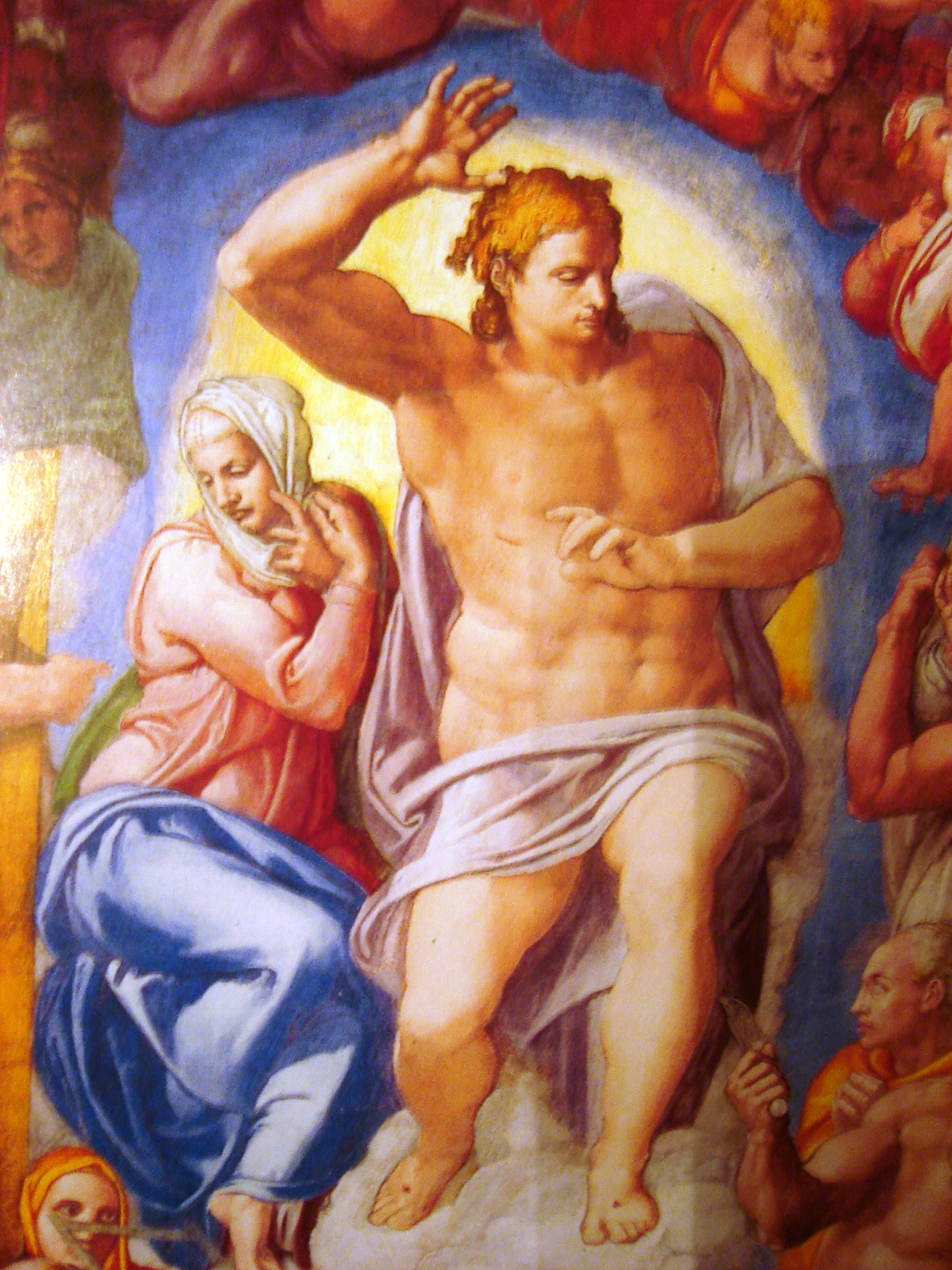
Христос с Марией (Микеланджело).
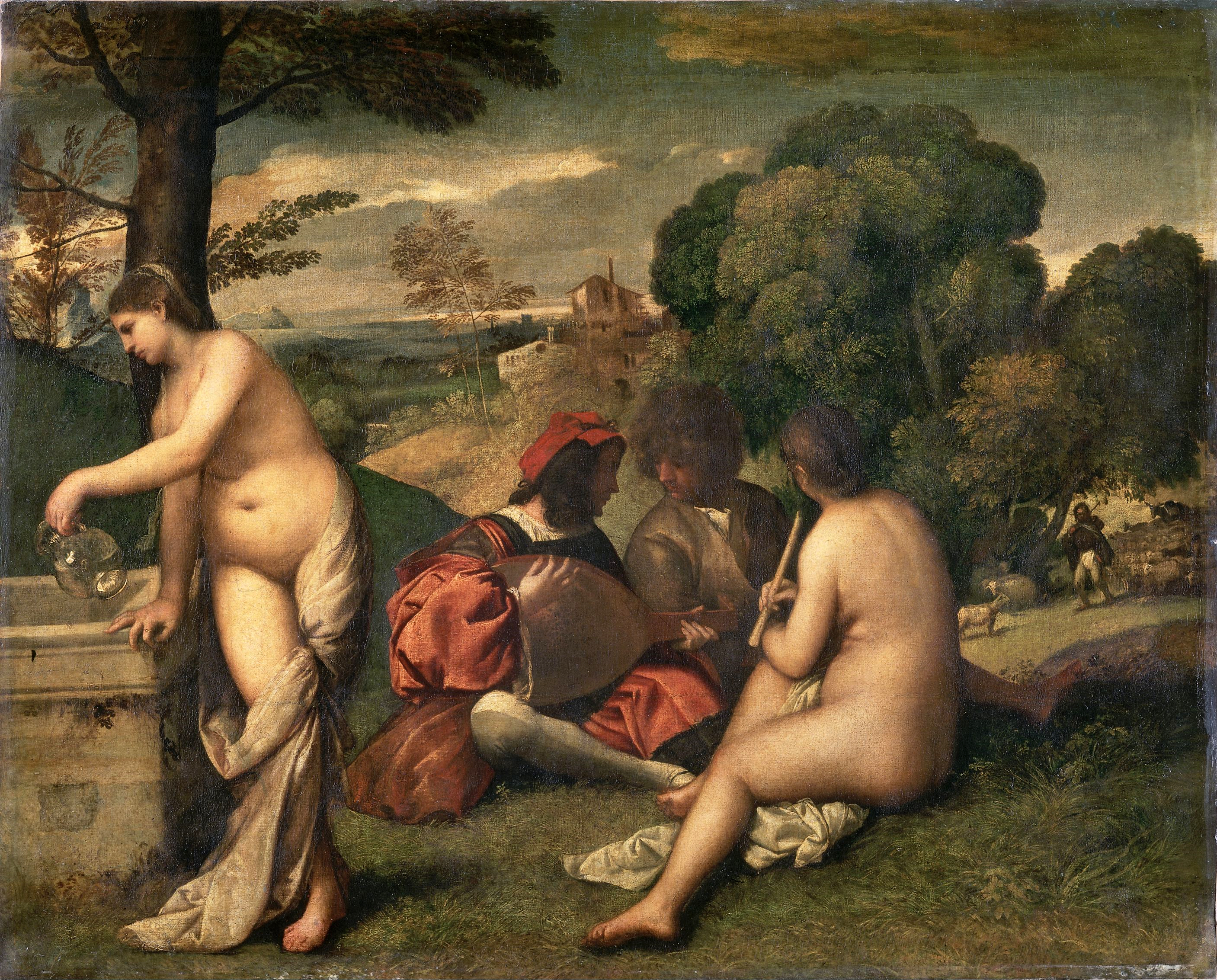
Пасторальный концерт
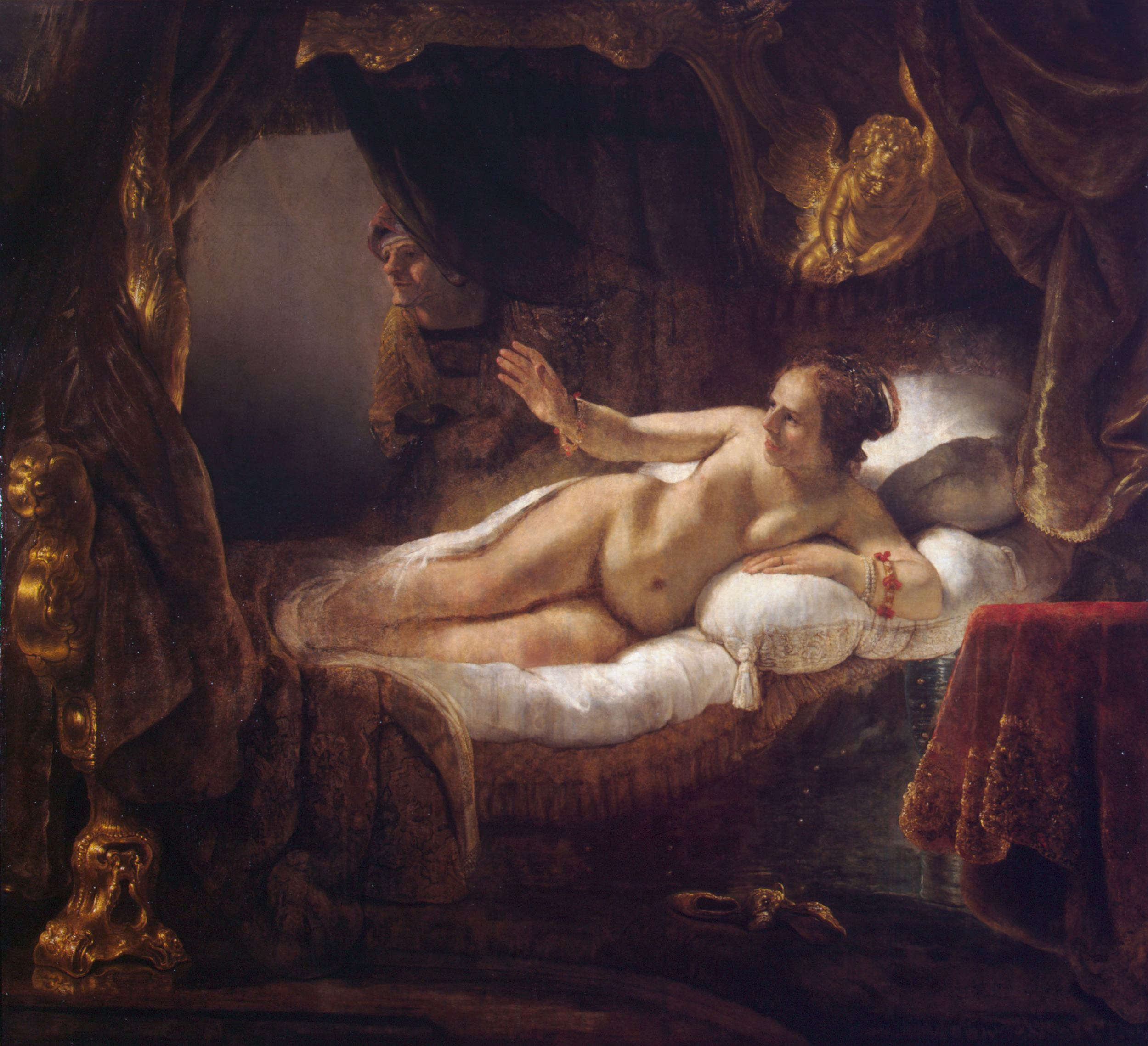
Даная (Рембрандт 1606-1669 г.ж.)
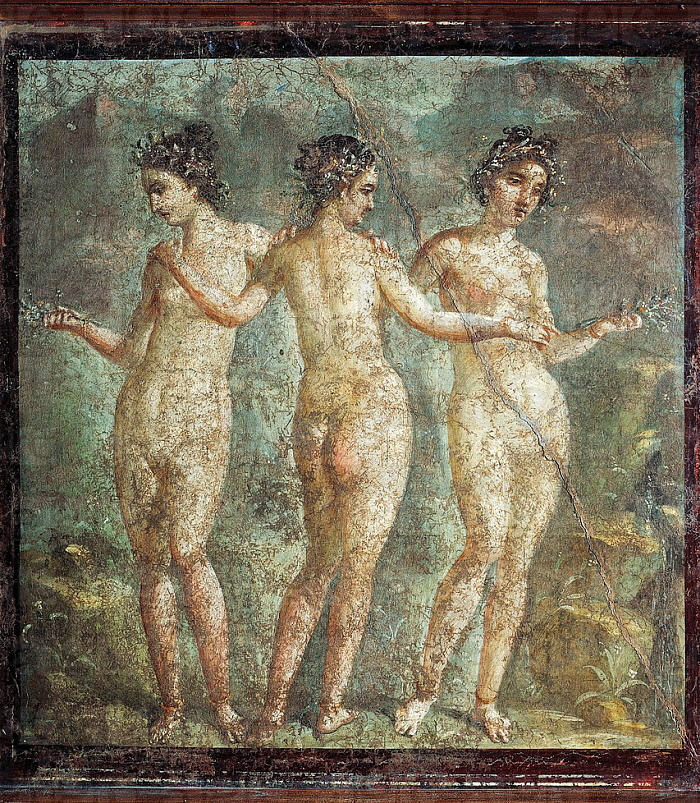
Фреска с изображением трех граций (I век н.э.)